# Johann Karl Berberich

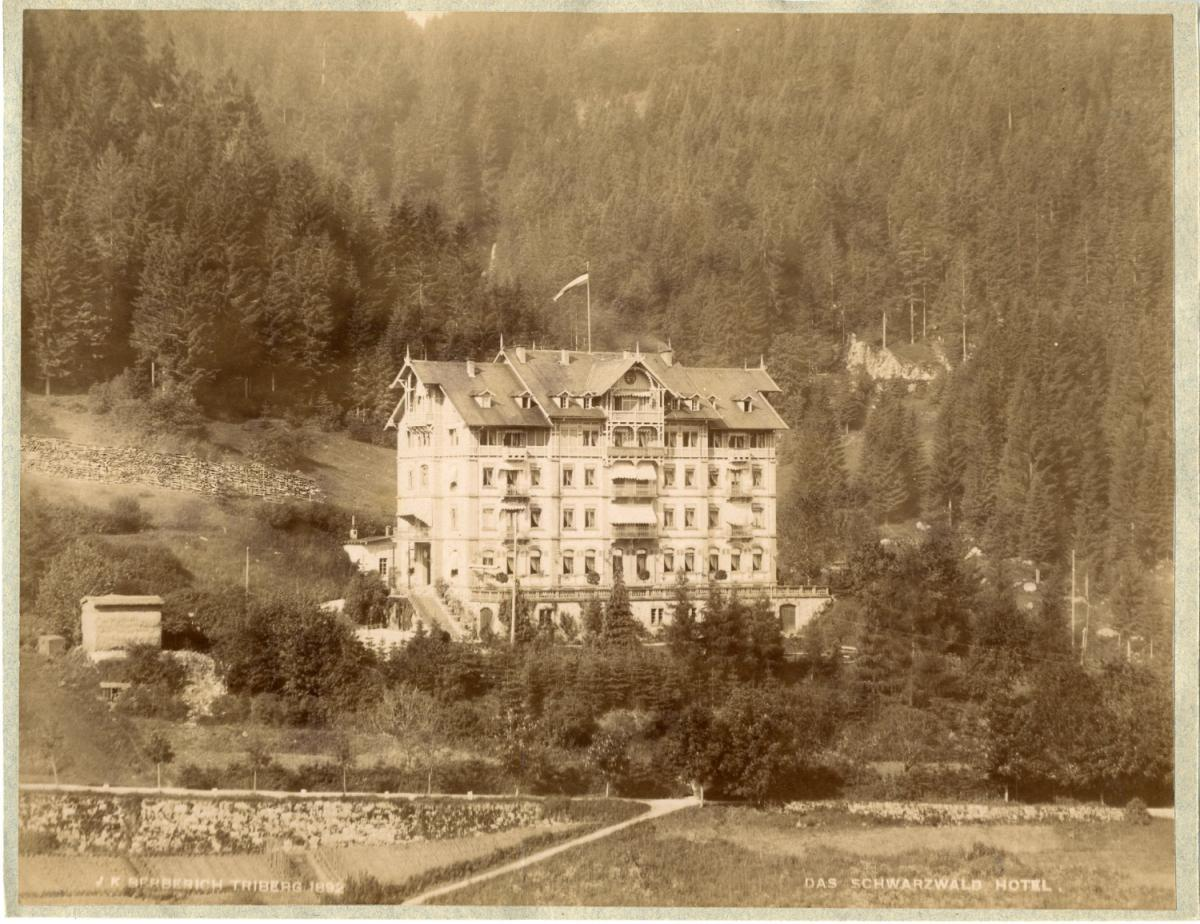
Das Schwarzwaldhotel in Triberg um 1892

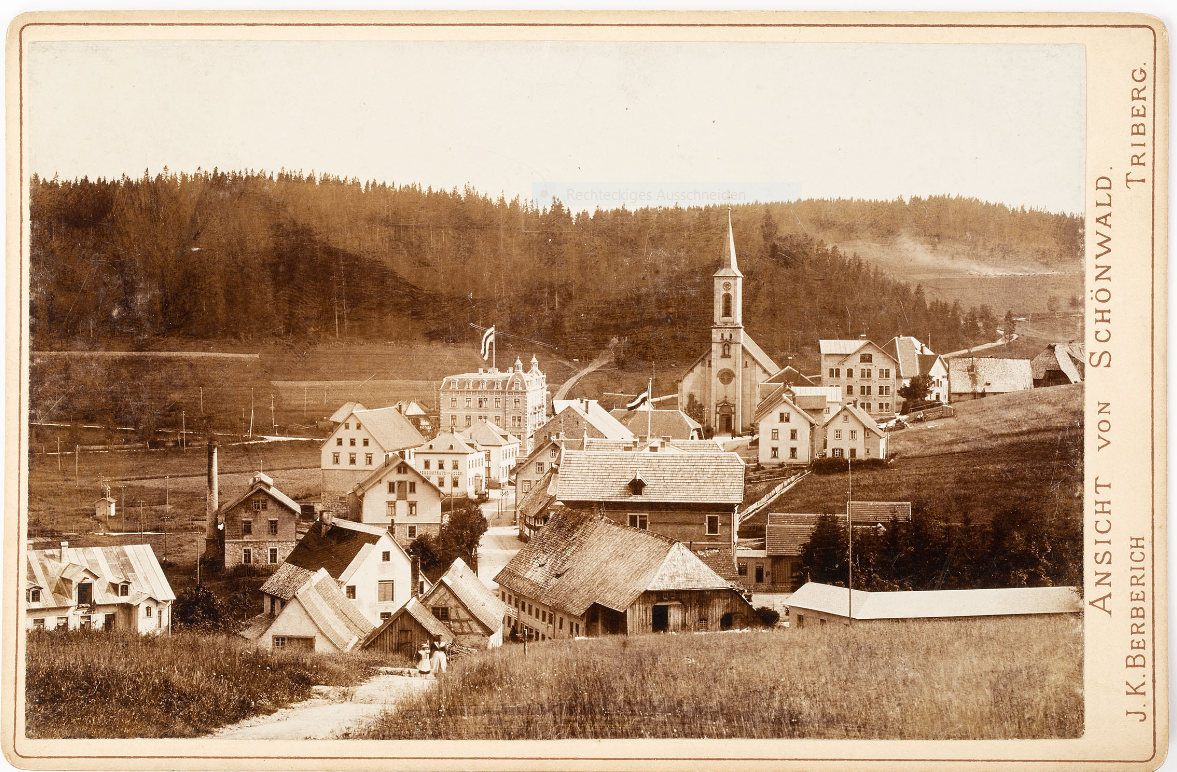
Schönwald 1895

Johann Karl Berberich (* im 19. Jahrhundert; † um 1907) war ein Fotograf. Er war vor allem in Triberg und Umgebung aktiv. Viele seiner Bilder legen Zeugnis vom Schwarzwaldtourismus des 19. Jahrhunderts ab.

## Leben und Werke
Johann Karl Berberich betrieb, wie aus den Aufdrucken auf manchen Aufnahmen hervorgeht, zeitweise neben seinem Triberger Fotoatelier auch noch eines in Hornberg. Vornehmlich scheint er aber in Triberg gearbeitet zu haben, wo er auch von 1893 bis 1899 Kommandant der örtlichen Freiwilligen Feuerwehr war. Das Triberger Atelier in der Hauptstraße 35, das er nutzte, hatte einst Rudolf Rimbrecht gegründet. 
Berberich bot die seinerzeit üblichen Porträt- und Studioaufnahmen an, wetterunabhängig, wie er betonte, arbeitete aber auch im Freien. Ihm ist z. B. eine Ortsaufnahme von Schönwald aus dem Jahr 1895 zu verdanken. 
Viele Aufnahmen Berberichs dokumentieren aber auch den internationalen Tourismus, der im 19. Jahrhundert schon in Triberg blühte. Beliebt scheinen etwa seine Gruppenaufnahmen vor dem Triberger Wasserfall gewesen zu sein, die bereits mit passender Bildunterschrift angeboten wurden: 

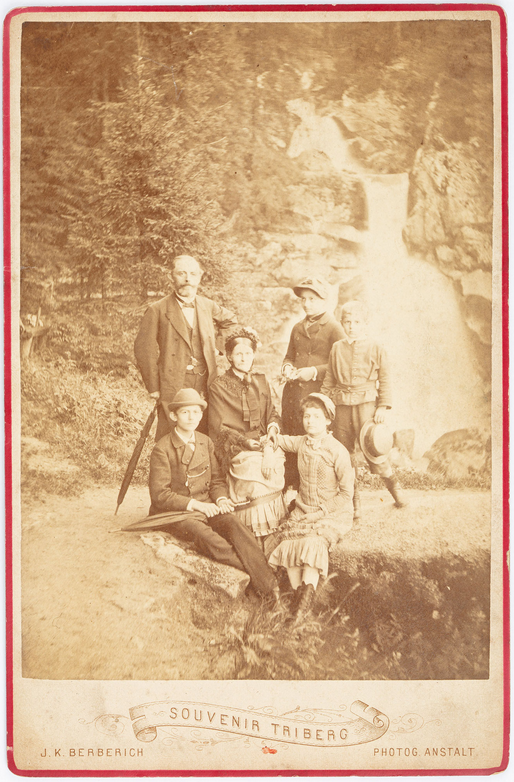
Ein Familienbild aus dem Jahr 1883
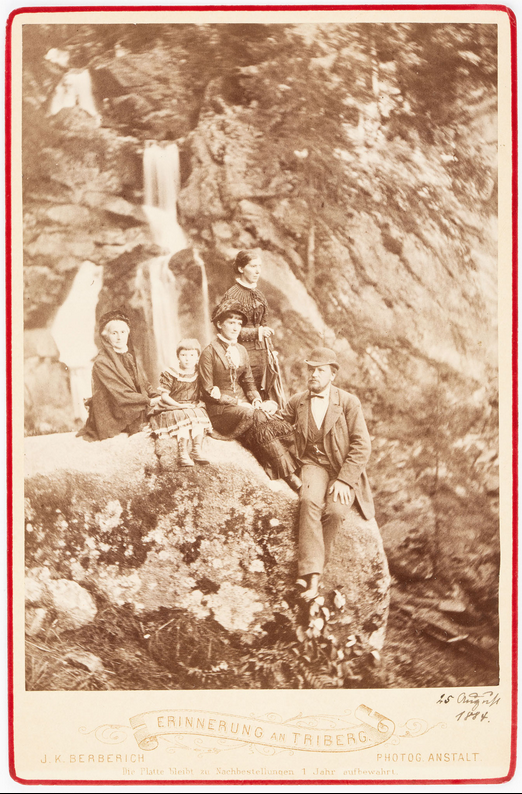
1884 nahm man für das Foto auf einem Felsblock Platz.
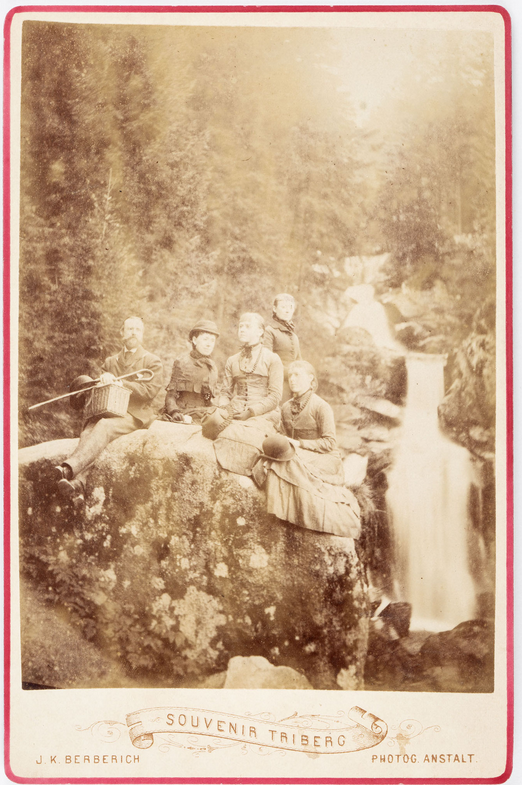
Ebenso 1890.
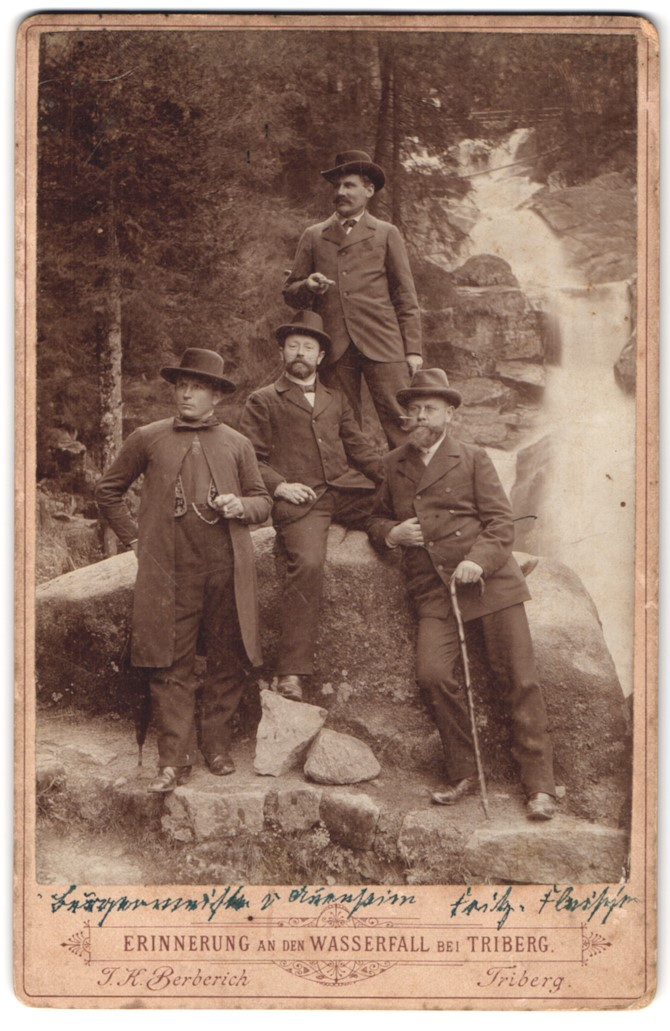
1898 gab es vor dem Felsblock eine Stufe, auf der die Porträtierten stehen konnten.
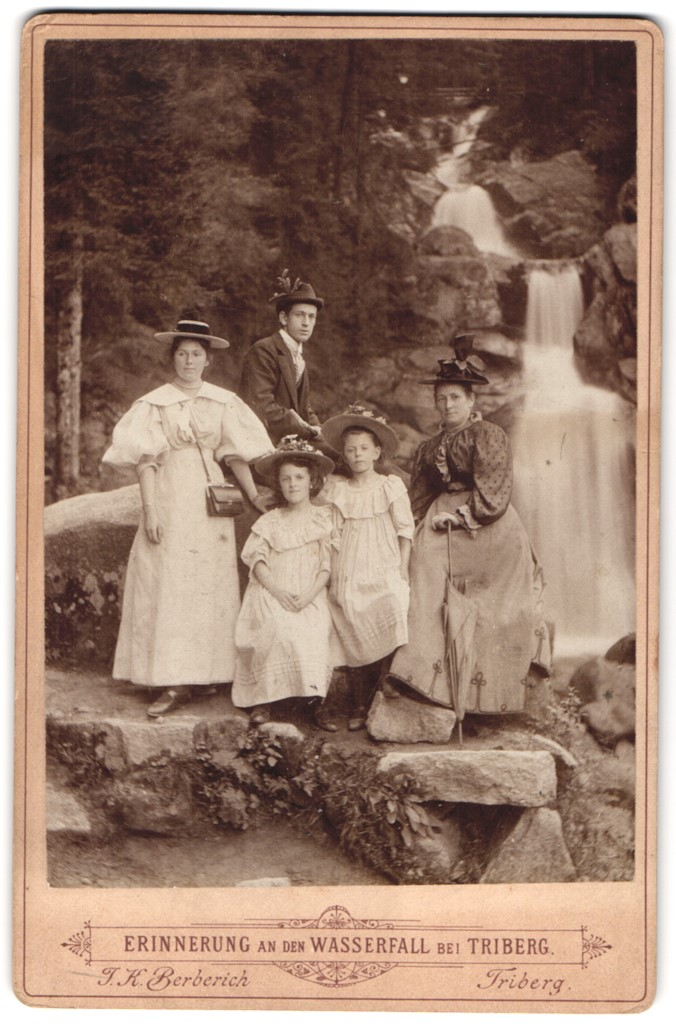
Diese Perspektive nutzte Berberich häufig.

Manche Kunden ließen sich aber auch in Schwarzwälder Tracht in Berberichs Studio fotografieren. Das RKD – Nederlands Instituut voor Kunstgeschiedenis in Den Haag bewahrt etwa eine Serie von kolorierten Aufnahmen auf, die die niederländische Hofdame Sophie Alexandrine van der Staal, Gattin des Politikers Carel Jan Emilius van Bylandt, als Strohflechterin in Tracht zeigen. Auch die gemeinsame Tochter, Marie Alexandrine Otheline Caroline van Bylandt, war zum Fotografieren in eine Tracht gesteckt worden.

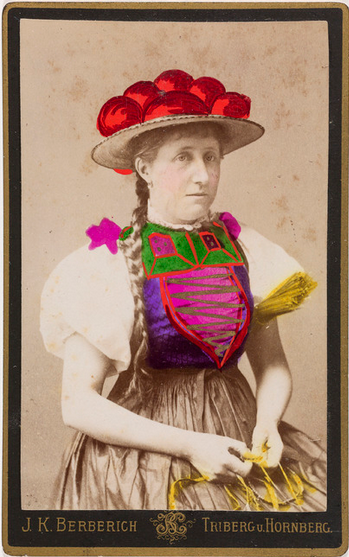
Sophie Alexandrine van der Staal
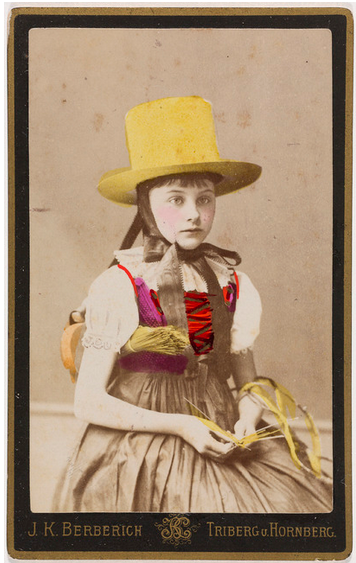
Marie Alexandrine Otheline Caroline van Bylandt
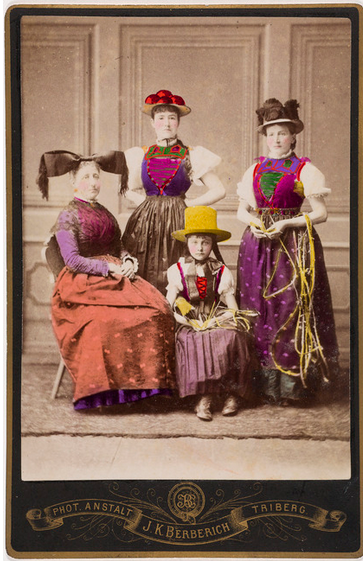
Mutter und Tochter mit zwei weiteren Frauen

Sowohl die Gruppenaufnahmen bei dem Felsen am Wasserfall als auch den Verleih von Trachten zur Kostümierung setzte später noch Berberichs Nachfolger fort: Nach Berberichs Tod verkaufte dessen Witwe das Fotoatelier 1907 oder 1908 an dessen einstigen Lehrling Gustav Carle, unter dessen Namen das Geschäft nach wie vor geführt wird. Carle bekam aber in der Zeit des Dritten Reichs Probleme mit dem Reichsfremdenverkehrsverband in Berlin, der seine Werbung für derartige Fotografien als „groben Missbrauch des Trachtengutes“ ansah.